# Gran Premio di Castrocaro Terme 1969
Il Gran Premio di Castrocaro Terme 1969, decima edizione della corsa, si svolse il 15 giugno 1969 su un percorso di 77,52 km disputati a cronometro. La vittoria fu appannaggio dell'italiano Felice Gimondi, che completò il percorso in 2h02'32", precedendo i connazionali Vittorio Marcelli e Giovanni Cavalcanti.
Sul traguardo di Castrocaro Terme 9 ciclisti portarono a termine la competizione.

## Ordine d'arrivo (Top 9)
| Pos. | Corridore           | Squadra        | Tempo    |
| ---- | ------------------- | -------------- | -------- |
| 1    | Felice Gimondi      | Salvarani      | 2h02'32" |
| 2    | Vittorio Marcelli   | Sanson         | a 4'14"  |
| 3    | Giovanni Cavalcanti | Gris 2000      | a 4'56"  |
| 4    | Italo Zilioli       | Filotex        | a 5'09"  |
| 5    | Ole Ritter          | Germanvox-Wega | a 5'35"  |
| 6    | Franco Balmamion    | Salvarani      | a 8'37"  |
| 7    | Luis Ocaña          | Fagor          | a 9'20"  |
| 8    | Guido Neri          | Max Meyer      | a 11'37" |
| 9    | Giancarlo Toschi    | Germanvox-Wega | a 15'48" |